# Paula Linhart
Paula Helene Linhart (* 22. März 1906 in München; † 7. August 2012 ebenda) war eine deutsche Sozialarbeiterin und eine sich an christlichen Werten orientierende Filmkritikerin.

## Leben
Sie wuchs zusammen mit fünf Geschwistern in einer vom katholischen Glauben geprägten Familie auf. Bereits im Alter von 13 Jahren nahm sie am Ersten Deutschen Quickborntag auf Burg Rothenfels teil. Paula Linhart absolvierte von 1926 bis 1928 eine Ausbildung zur Wohlfahrtspflegerin an der Sozial-Caritativen Frauenschule des Münchner Zweigvereins des Katholischen Deutschen Frauenbundes, die 1909 von Ellen Ammann ins Leben gerufen wurde. Von 1928 bis 1956 arbeitet Paula Linhart bei der Ortsgruppe München des Katholischen Fürsorgevereins für Mädchen, Frauen und Kinder (heute: Sozialdienst katholischer Frauen). Dort war sie u. a. für die Vormundschafts-, Strafgefangenen- und Entlassungshilfe verantwortlich. Nach der Zeit des Nationalsozialismus fuhr sie in München, im Einvernehmen mit der amerikanischen Besatzungsmacht, im Militärjeep die Kasernen ab, „um Soldaten aufzuspüren, die mit bzw. ohne Gewalt Kinder in die Welt gesetzt hatten, um die Versorgung der Kinder einzuleiten“.
Mitte der 1950er Jahre erhielt Paula Linhart den Auftrag, den Jugend- und Medienschutz in Bayern aufzubauen, und wurde 1960 zur ersten Geschäftsführerin der bayerischen Landesstelle Aktion Jugendschutz bestimmt. Bereits einige Jahre zuvor berief das Bayerische Kultusministerium die Wohlfahrtspflegerin als Landesvertreterin in die Freiwillige Selbstkontrolle der Filmwirtschaft. Ferner war Paula Linhart bis 1990 Vorsitzende des Bayerischen Filmgutachterausschusses der Obersten Landesbehörde, erstes Ehrenmitglied der Katholischen Filmkommission für Deutschland, Mitherausgeberin der Zeitschrift Filmdienst sowie Gründerin vom Kino Treff Rio. Darüber hinaus wirkte sie seit 1938 im Arbeits- und Freundeskreis der ökumenischen Una-Sancta-Bewegung.
Für ihr staatsbürgerliches, kirchliches und kulturelles Engagement erhielt Paula Linhart mehrere Auszeichnungen, u. a. den Bayerischen Verdienstorden (1991), das Große Verdienstkreuz der Bundesrepublik Deutschland (1986), den päpstlichen Orden Pro Ecclesia et pro Pontifice und die Medaille München leuchtet. Zum 106. Geburtstag erhielt sie u. a. einen Gratulationsbrief von Bundespräsident Joachim Gauck.